# Francesco Carlini
Francesco Carlini (Milán, 7 de enero de 1783-Crodo, 29 de agosto de 1862) fue un astrónomo italiano.

## Semblanza
Nacido en Milán, fue director del Observatorio Astronómico de Brera en 1832.  Publicó "Nuove tavole de moti apparenti del sole" (Nuevas tablas del movimiento aparente del sol) en 1832. En 1810, ya había publicado "Esposizione di un nuovo metodo di construire le tavole astronomiche applicato alle tavole del sole" (Exposición de un nuevo método para construir tablas astronómicas aplicada a las tablas del sol).
Junto con Giovanni Antonio Amedeo Plana, participó en un proyecto geodésico en Austria e Italia. Durante este viaje realizado en 1821 tomó medidas de las oscilaciones de un péndulo en la cima de Mont Cenis (frontera Italo-Francesa), con las que efectuó una de las primeras estimaciones de la densidad y la Masa de la Tierra, retomando por otros métodos las cuestiones planteadas unos años antes por el célebre físico británico Henry Cavendish.
En 1860 viaja a España para realizar obsevaciones del  Eclipse solar del 18 de julio de 1860.
En el campo matemático se ocupó de las ecuaciones de Kepler y elaboró una de la fórmulas asintóticas más antiguas, en relación con las funciones de Bessel.
Murió en Crodo, cerca de la frontera con Suiza.

## Reconocimientos
- Fue miembro extranjero de la Royal Society
- El cráter lunar Carlini lleva este nombre en su memoria.[5]